# Grand prix de littérature policière
De Grand prix de littérature policière is een Franse prijs voor misdaadliteratuur. 
De prijs wordt sinds 1948 jaarlijks uitgereikt voor een tot vier politieromans in de Franse taal, waarvan 1-2 origineel geschreven en 1-2 in vertaling. Een van de winnaars van de prijs is de Nederlands-Amerikaanse schrijver Janwillem van de Wetering (in 1984).